# Voorjaarszonnebloem
Voorjaarszonnebloem (Doronicum) is een geslacht uit de composietenfamilie (Asteraceae).

## Soorten
In Nederland komen de hartbladzonnebloem (Doronicum pardalianches) en de weegbreezonnebloem (Doronicum plantagineum) voor. Zij worden al langer als sierplant aangeplant vanwege de fraaie, heldergele straalbloemen. Ze zijn dan ook al ingeburgerd vanaf de eerste helft van de 19e eeuw en hebben de status van stinsenplant verworven. Hartbladzonnebloem, ook wel voorjaarszonnehoed of hartzonnebloem genoemd, is een 60-100 cm hoge, zuiver gele plant, die bloeit van april tot juni.
Enkele andere soorten zijn:
- Doronicum austriacum
- Doronicum clusii
- Doronicum columnae
- Doronicum corsicum
- Doronicum grandiflorum
- Doronicum orientale (synoniemen: Doronicum caucasicum, Doronicum cordatum en Doronicum caudatum): 30-50 cm hoog, lichtgeel, bloeit van mei tot juni.

Cultivars:
- Doronicum orientale 'Frühlingspracht': 50-60 cm hoog, zuiver geel, bloeit van mei tot juni
- Doronicum orientale 'Finesse':
- Doronicum orientale 'Goldcut'
- Doronicum orientale 'Goldzwerg'
- Doronicum orientale 'Madame Mason': 30-40 cm hoog, lichtgeel, bloeit van april tot mei
- Doronicum orientale 'Miss Mason': 30-45 cm hoog, helder geel, maar
- Doronicum orientale 'Magnificum': 40 cm hoog, geel, bloeit van april tot mei.
- Doronicum orientale 'Riedels Goldkranz'
- Doronicum plantagineum 'Strahlengold'
- Doronicum plantagineum 'Excelsum': 60-80 cm hoog, heldergeel, bloeit van april tot juli
- Doronicum plantagineum 'Goldstrauss': 60-80 cm hoog, heldergeel, bloeit van mei tot juli
- Doronicum 'Little Leo' (hybride): 30-45 cm hoog, geel-oranje, bloeit van maart tot mei

## Vermeerdering
De voorjaarszonnebloem kan vermeerderd worden uit zaad en door scheuren.

## Ziekten en aantastingen
De voorjaarszonnebloem kan aangetast worden door bladaaltjes (Aphelenchoides-soorten), diverse bladluizen, roetdauwschimels en wortelrot. De planten dienen als voedselplant voor diverse slakkensoorten.

## Gebruik
Alle delen van de plant zijn giftig. 
In de tuin kan de plant op humusrijke grond worden aangeplant in de zon of halfschaduw. De wortels verlangen een constante vochtigheidsgraad om te vermijden dat ze te warm worden. Een te hoge vochtigheid leidt weer gemakkelijk tot wortelrot. Als stinsenplant groeit hij graag onder loofbomen op halfopen plaatsen. 
Een aantal cultivars is er op gericht om de bloem als snijbloem te gebruiken.
... · 
D. austriacum · 
D. pardalianches (Hartbladzonnebloem) · 
....